# Thynnichthys thynnoides
Thynnichthys thynnoides е вид лъчеперка от семейство Шаранови (Cyprinidae). Видът не е застрашен от изчезване.

## Разпространение
Разпространен е в Бруней, Виетнам, Индонезия (Калимантан и Суматра), Камбоджа, Лаос, Малайзия (Западна Малайзия и Саравак), Мианмар и Тайланд.

## Описание
На дължина достигат до 25 cm.
Популацията на вида е стабилна.